# Calvin University

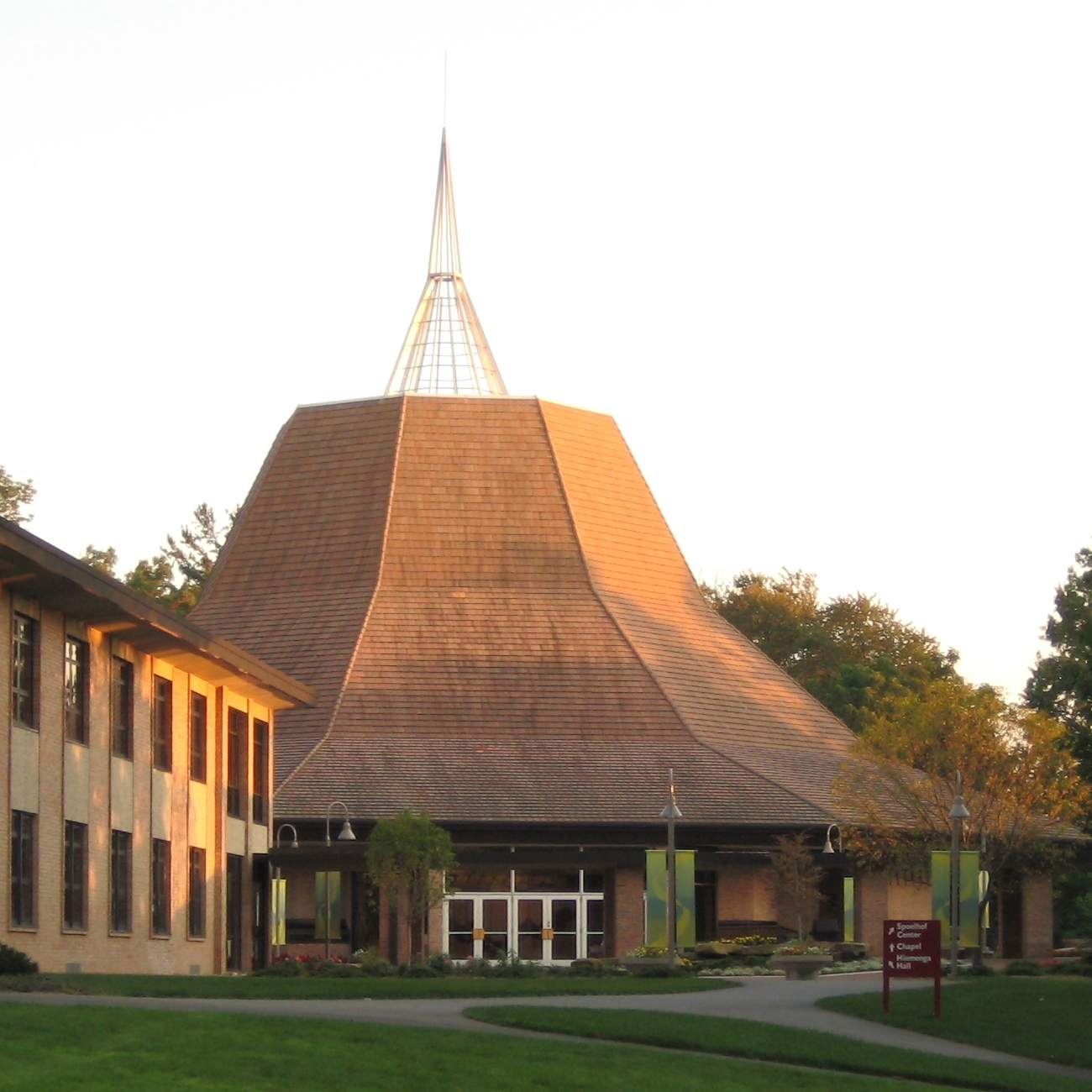
Calvin University Chapel

Calvin University, voorheen Calvin College, is een christelijke universiteit, gelegen in de Amerikaanse plaats Grand Rapids in de staat Michigan.
Dit in 1876 opgerichte college is verbonden aan de Christian Reformed Church in North America en heeft ongeveer 4200 studenten en 315 medewerkers in de academische staf. De naam is een verwijzing naar de 16e-eeuwse kerkhervormer Johannes Calvijn.
De Christian Reformed Church in North America heeft nog twee liberal arts colleges, het Dordt College en het Trinity Christian College, plus drie theologische opleidingen, het Calvin Theological Seminary (eveneens in Grand Rapids gevestigd en in nauwe betrekking staand tot Calvin University), het Kuyper College en het Institute for Christian Studies.

## Oud-studenten
- Gerrit Davidse (1942), botanicus
- Bernard Ebbers (1941), mede-oprichter en algemeen directeur van WorldCom
- Peter Kreeft, filosoof, theoloog en apologeet (van calvinisme overgegaan naar katholicisme)
- Alvin Plantinga (1932), filosoof, theoloog en apologeet, van 1962 tot 1982 hoogleraar filosofie aan het Calvin College
- Leonard Schrader (1943-2006), filmregisseur en scenarioschrijver
- Paul Schrader (1946), filmregisseur en scenarioschrijver, broer van Leonard Schrader
- Kenneth Sytsma (1954), botanicus
- Cornelius Van Til (1895-1987), Nederlands-Amerikaans theoloog